# Busan Asiad Stadium
Busan Asiad Stadium (též Busan Asiad Main Stadium či 부산아시아드주경기장) je víceúčelový stadion sloužící zejména pro fotbal a atletiku v Pusanu v Jižní Koreji. Pojme 53 769 diváků. Domácí zápasy zde hrál fotbalový klub Busan IPark. Byl postaven pro Asijské hry 2002.
Práce na stadionu začaly v listopadu 1993 a pokračovaly až do poloviny roku 2001. Slavnostní otevření bylo 15. září 2001. Stadion byl postaven pro Asijské hry 2002 , které se konaly od 29. září do 14. října 2002. Odehrávalo se zde slavnostní zahájení a ukončení, soutěžilo se zde v atletice a bylo zde finále ve fotbale. Byl vybrán jako jeden z 20 stadionů, kde se pořádaly zápasy mistrovství světa ve fotbale v roce 2002, které pořádaly Japonsko s Jižní Koreou.